# 클래프컴퍼니

## 클래프컴퍼니 clefcompany
CLEF MUSIC PUBLISHING
2013년 설립이래 다양한 채널과의 협업을 통해 각각의 Needs, Goals, Tastes, 그리고 Reasons을 위한 현실적이고 실행 가능한 제안을 기반으로 수 년간의 음반,  아티스트 기획 등에 직,간접적으로 콘셉트와 방향성, 마케팅 프로모션 등 컨설팅과 더불어 제작에 참여하고 있다. 클래프 컴퍼니는 유행과 상관없이 굳건한, 오랜 시간 스토리가 이어져가는 브랜드를 만들기 위한 최선을 우선시 하고 있다.
PUBLISHING(작가 저작권관리 및 음원 프로모션), MANAGEMENT(작가, 아티스트 발굴 및 음반 기획, 제작), COORDINATION(언론홍보, 안무, 공연, 스타일리스트, 뮤직비디오 에이전시) 등의 업무를 국/내외에서 프로모션하고 있다.
Since its establishment in 2013, We have collaborated with various channels to consult various areas of the music business, including planning and marketing promotions and recording productions, to do many things related to direct and indirect production.
We always do our best to create the trend and own brand stories 

클래프컴퍼니 홈페이지 http://clefcompany.com/
클래프컴퍼니 인스타그램 https://www.instagram.com/clefcompany/
클래프컴퍼니 유튜브 https://www.youtube.com/user/clefcompany
클래프컴퍼니 트위터 https://twitter.com/clefcrew

## 프로모션

### K-POP
범키_견뎌야 되잖아
나윤권_너와 닮아가는 일
이영현(Big Mama)_정규 3집<PRIVATE>_빛을 담은 너에게
XODIAC_XOUL DAY_CREME BRULEE, WONDERFUL TONIGHT
송하영(fromis_9)_Stay together all day
서은광(BTOB)_어린왕자(The Little Prince)
BMK_정규 4집 <33.3>_니가 없는 요일
전웅(PIXEL)_PIXEL
MJ(ASTRO)_왜 이렇게 예뻐
니엘(TEEN TOP)_발걸음
XODIAC-SOME DAY_FOREVER YOUNG, LEAN ON ME. MAGIC
헌서_내일의 우린
건우_사이공 스쿠터
우수한(OOSU:HAN)_지구인
나고은(PURPLE KISS)_By your side
박민혜_바람이 불어오고(Wish You)
주은_Paradise
김녹차(greentea)_Last Dance(feat. Dvwn)
이영현(Big Mama)_아직 너를 사랑하고 있어
박제엽_첫눈은 설레이는 마음을 담아
창조(TEEN TOP)_DANGER
NINE TO SIX_GOOD TO YOU_Don't Call ME. 끄덕
XODIAC_SPECIAL LOVE
에일리_butterFLY_Midnight
MonstaX_TRESPASS_BLUE MOON, ONE LOVE
카더가든_Traveller Project_그날, 우리
려욱(SUPER JUNIOR)_Traveller Project_CALENDAR
하동균_Traveller Project_처음 그대를 사랑했었던
뉴이스트_Q is._여왕의 기사, ONEKIS2
수호(EXO)_자화상_자화상
펀치_가끔 이러다_가끔 이러다
보아_Starry Night_Starry Night (Feat. Crush)
에일리_butterFLY_Midnight
도영(NCT), 세정(구구단)_SMSTATION_별빛이 피면
임창정_십삼월_유월(Stranger)
신용재(포맨), 루나(f(x))_SMSTATION_그대라서
카이_KAI IN KOREA_파도의 노래
케이윌, 백현(EXO)_SMSTATION_THE DAY
샤이니(SHINee)_Odd_너의 노래가 되어
규현(SUPER JUNIOR)_너를기다린다_마음세탁소, 그리고 우리
B.A.P_ROSE_DIAMOND 4 YA
Teen Top_RED POINT_Liar
2PM_GROWN_오늘부터 1일
미묘걸스_미묘_난리
려욱(SUPER JUNIOR)_어린왕자(The Little Prince)_어린왕자
일급비밀(TST)_COUNTDOWN_COUNT DOWN
예성(SUPER JUNIOR)_Here I am_달의노래 / Spring Falling_겨울잠
엘리스_그립다_그립다
성민(SUPER JUNIOR)_오르골_쉼표
윤지성(Yoon Jisung)_Aside_In the Rain
TARGET_S the P_BABY COME BACK HOME
윤지성_Dear diary_배웅
첸(EXO)_사랑하는 그대에게_고운 그대는 시들지 않으리, 널 안지 않을 수 있어야지, 그댄 모르죠

### OST / SOUNDTRACK
폴킴_키스먼저할까요? OST Part.3_모든 날, 모든 순간
디오(EXO)_카트 OST_외침
강승윤(WINNER)_모범택시2 OST_Face to Face
이바다_악귀 OST_문(問)
정엽_날씨가 좋으면 찾아가겠어요 OST_시간의 문
규현(슈퍼주니어)_날씨가 좋으면 찾아가겠어요 OST_하루종일
ADORA_정숙한 세일즈 OST_삐그덕
빈센트 블루_행복배틀 OST_Blue
김재환_보이스4 OST_Promise you
이적_허쉬(HUSH) OST_그대 한숨이 깊고 깊어도
김하영, 정의택, 채림_'원신' 팬송_매일을 기억해
기련(GIRYEON)_당차당 국혜영 OST_Fire(Feat. SLEEPY)
한승우(VICTON)_마녀식당으로 오세요 OST_Please
더보이즈_런온 OST_우선순위
로시_편의점 샛별이 OST_잠이 오지 않는 밤에
소희(NATURE)_언더독 OST_꿈꾸는 그곳
도하늘_차곡차곡 사랑하고 있습니다 OST_음악 같아요
소유_18어게인 OST_하나면 돼요
이진솔(에이프릴)_어서와 OST_I was wrong
솔지_나를 사랑한 스파이 OST_네가 남긴 흔적
별_날씨가 좋으면 찾아가겠어요 OST_내가 정말 사랑하는 사람이 있죠
기현(몬스타엑스)_어서와 OST_다시, 봄
효린_돈꽃 OST Part.4_스쳐간 꿈처럼
헨리_신입사관구해령 OST_Fall in Luv
전상근_날씨가 좋으면 찾아가겠어요 OST_보고 싶은 밤
신하균, 이광수, 이솜_나의 특별한 형제 OST_HAPPY
소진(걸스데이)_라이프 OST Part.2_Close your eyes
케이윌_용팔이 OST Part.5_내게 와줘서
빅스(VIXX)_너도인간이지? OST Part.1_사랑인걸까
스탠딩에그(Standing Egg)_20세기소년소녀 OST Part.1_보통의 날
JK김동욱_나쁜형사 OST Part.2_Tattoo
라붐_봄이오나봄 OST_봄을만나
기련(GIRYEON)_황후의품격 OST Part.6_Open Ending
박지민_황후의품격 OST Part.4_낮은목소리
김소희_언더독 OST_꿈꾸는그곳
제아(브라운아이드걸스)_미스마-복수의여신 OST Part.1_Alone
소연, 유정(LABOUM)_이리와안아줘 OST Part.2_사라지지마
ROO_마당앙트완 OST Part.1_Swing Magic
김현욱_방과후 심쿵 OST_Cause I Love you

### CF
네스카페(수지,윤박)_ROO_답답해
OHUI_TO VITAL
국민건강보험공단_걱정
보건복지부_아동수당
국민건강보험공단_일레인_보이지 않는 헌신
국민건강보험공단_보장성강화
식품의약품안전처_음식점위생등급제 (Feat. YDG)

### GLOBAL
陈孩立农(천리농)_曾經男
'우주가창센터' 메인테마_Spaceship
Yao Bonan_Sweetest sugar
By2_반시밀당반시상 OST_Diamond heart
光与夜之恋官方音乐号_Meant to be
BTOB_Twilight
라오츠(Raots)_비밀의 그녀 OST-모든 날, 모든 순간(每一天 每一瞬间)
펜타곤(PENTAGON)_UP!UP!UP!
TRENDZ_Season of You
Kaji Hitomi_TROUBLE
和平精英_和平天团·时空协奏_火花 Flame
나지상_SHOW LIONROAR_未完的承諾
LEAD_GIMME A CALL
SOLIDEMO_Happniess, Party Time
FlowBack_BOOYAH!_Showstoppaz
SUPER JUNIOER-D&E_STYLE_もっとぎゅっと(Motto Gyutto)
龍雅(Ryoga)_FI VE DRAGONS_New Beginning
UP10TION_WILD LOVE_In the dream
超新星_FUNKY GALAXY
超新星(초신성)_Yours forever_Winter Paradise
Super_我与你的光年距离2(아여니적광년거리2)_在时间的转弯
道道_我与你的光年距离2(아여니적광년거리2)_我与你的距离
A-LIn_我与你的光年距离2(아여니적광년거리2)_未完的眷恋
Super_我与你的光年距离2(아여니적광년거리2)_在时间的转弯
東京女子流(Tokyo girls' style)_REFLECTION_リフレクション
규현(SUPER JUNIOR)_ONE VOICE_LOST MY WAY
예성(SUPER JUNIOR)_Splash
TOKYO GIRL’S STYLE_君へ
フルアルバム_恋に気づいた日
AS ONE_NEW GIRL
SOLIDEMO_Happiness
Spexial_Break it down_終極加長版